# 12206 Prats
12206 Prats eller 1981 EG27 är en asteroid i huvudbältet som upptäcktes den 2 mars 1981 av den amerikanska astronomen Schelte J. Bus vid Siding Spring-observatoriet. Den är uppkallad efter Rebecca Maria Prats.